# Altair Ibn-La'Ahad
Altaïr Ibn-La'Ahad je fiktivní postavou z počítačové herní série Assassin's Creed z dílen kanadské divize Ubisoftu. Vyskytuje se ve hrách Assassin's Creed a Assassin's Creed: Bloodlines, ve kterých je protagonistou hry, dále ve hře Assassin's Creed: Revelations, kde se vyskytuje pouze jako odkaz a také v knize Assassin's Creed: Tajná křížová výprava. Jedná se o vzdáleného předka hlavní postavy série, Desmonda Milese.

## Stručný popis života
Altaïr žil v období třetí křížové výpravy, v letech 1165 až 1257. Byl členem asasínského řádu, sídlícího v syrské pevnosti Masyaf, jehož velmistrem se i později stal. Pochází ze starého asasínského rodu a do řádu byl přijat již v jeho dvacetičtyřech letech, ale později z něj byl vyloučen kvůli selhání na misi. Aby mu bylo odpuštěno, poslal ho jeho Mentor Al-Mualim zlikvidovat 9 členů templářského řádu. Poté, co Altaïr tento úkol splnil se ale dozvěděl děsivou pravdu o tom, co je Al-Mualim zač a , že ho poslal zabít templáře , aby si mohl nechat takzvaný úlomek ráje pro sebe . Altaïr tedy Al-Mualima zabije. Altaïrův bratr ve zbrani, Abbas Sofian ho po nějaké době však obvinil ze zrady , aby se mohl stát mentorem a nechal popravit Altaïrova mladšího syna. Altaïr utekl a vrátil se až po dvaceti letech ve vysokém věku a se svými přívrženci, kterých bylo čím dál, tím víc (kvůli krutovládě Abbase – lid chtěl Altaira zpět). Altair nakonec ovládl zpět Masyaf a zabil současného mentora, šíleného Abbase. Altaïr se stal mentorem řádu a tehdy začal zlatý věk tohoto společenství, které Altaïr později obnovil a rozšířil. Altaïr nechal na Masyafu vybudovat velikou knihovnou, i když nakonec nechal všechny své knihy odvézt do Alexandrie, Konstantinopole (dnešní Istanbul), či na jiná místa. Masyaf totiž nevydržel útoky mongolů a řád musel své sídlo opustit. Všichni uprchli, jediný Altaïr sešel do nyní již prázdné knihovny a tam hlady, či žízní zemřel.
Po dalších přibližně 300 letech ho zde objevil jeho pozdější následník, renesanční asasínský mentor Ezio Auditore (ve hře Assassin's Creed: Revelations).